# Большой Ивташев
Большой Ивташев, Анкайвтэчэв — река в России, левый приток Кусьвеема. Протекает по территории Иультинского района Чукотского автономного округа. Длина реки — 38 км.
Начинается на северном склоне гор Южный Пырканай на высоте около 600 метров над уровнем моря вблизи перевала Ивтэчэв. Течёт в северном направлении по заболоченной тундре. В низовьях поворачивает на запад. Впадает в Кусьвеем слева на расстоянии 84 км от устья на высоте 103 метров над уровнем моря.
Основные притоки — Рогатка (лв, в 8 км от устья) и Лозовой (лв, в 23 км от устья).

## Данные водного реестра
По данным государственного водного реестра России относится к Анадыро-Колымскому бассейновому округу.
Код объекта в государственном водном реестре — 19020000112119000083897.